# Алиев, Абдула Русланович
Абдула Русланович Алиев (род. 1986, Махачкала) — российский самбист, бронзовый призёр чемпионата России по боевому самбо, кандидат в мастера спорта России. Боец смешанных единоборств. Тренировался под руководством В. Б. Челчушева. Выступал в полулёгкой весовой категории (до 57 кг). Провёл в смешанных единоборствах два поединка и оба проиграл.

## Спортивные результаты
- Чемпионат России по боевому самбо 2008 года — ;

## Статистика боёв
| Результат | Рекорд | Соперник        | Способ                  | Турнир                                       | Дата               | Раунд | Время | Место          | Примечание |
| --------- | ------ | --------------- | ----------------------- | -------------------------------------------- | ------------------ | ----- | ----- | -------------- | ---------- |
| Поражение | 0-2    | Александр Царёв | Сабмишном (рычаг локтя) | Siberian League — Tomsk Challenge            | 2 июля 2009 года   | 1     | 4:35  | Томск, Россия  |            |
| Поражение | 0-1    | Александр Царёв | Единогласное решение    | WUFC — Championship of Siberia in Pankration | 30 марта 2008 года | 2     | 5:00  | Бердск, Россия |            |